# Mimosa pseudosepiaria
Mimosa pseudosepiaria är en ärtväxtart som beskrevs av Hermann August Theodor Harms. Mimosa pseudosepiaria ingår i släktet mimosor, och familjen ärtväxter. Inga underarter finns listade i Catalogue of Life.